# フッ化ニトロシル
フッ化ニトロシル（フッかニトロシル、英: Nitrosyl fluoride）はハロゲン化ニトロシル化合物の一種で、化学式は NOF と表される。

## 反応
- 金属に対し強いフッ素化作用を有し、反応により一酸化窒素を放出する。

{\displaystyle {\ce {{\mathit {n}}NOF\ +M->MF{\mathit {n}}\ +{\mathit {n}}NO}}}
- フッ化物とも反応し、テトラフルオロホウ酸ニトロシル（NOBF4）等の塩様の付加物（英語版）を生成する。
- フッ化ニトロシルを水に溶かして生じる水溶液は、王水のように金属を良く溶かす性質を持つ。フッ化ニトロシルは水と反応すると亜硝酸とフッ化水素を生じる。

{\displaystyle {\ce {NOF\ + H2O -> HNO2\ + HF}}}
{\displaystyle {\ce {3 HNO2 -> HNO3\ + 2 NO\ + H2O}}}
- アルコール類と反応すると亜硝酸エステルを生じる。

{\displaystyle {\ce {ROH\ + NOF -> RONO\ + HF}}}